# Feuillien de Coppin
Baron Feuillien-Charles-Joseph de Marie Coppin de Falaën (født 12. marts 1800 i Falaën, død 10. marts 1887) var sekretær for den provisoriske regering under den belgiske revolution i 1830 og blev senere medlem af nationalkongressen.

## Levned
Coppin var det tredje af syv børn af Baron Josef Falaën de Coppin (1763-1840), som i 1816 blev optaget i adelsstanden og Anne-Marie Den Harlez (1771-1833). Den ældste søn, Baron Guillaume Coppin (1797-1885) var generalsekretær i den nederlandske provins provins Namur.
Feuillien de Coppin var i Bruxelles ved udbruddet af den belgiske revolution og blev sekretær for den provisoriske belgiske regering. Hans bidrag var beskedent, og han holdt sig – som man også ser det på billedet – i baggrunden. 
Han blev medlem af nationalkongressen, som bl.a. udformede den belgiske forfatning. Her var han også sekretær og stemmetæller, men deltog også i de store afstemninger, hvor han stemte med flertallet. 
Han blev udnævnt til midlertidig guvernør i Brabant i december 1830 og den 9. juli 1831 blev hans udnævnelse gjort permanent. Han fortsatte på posten indtil den 21. september 1834. Herefter trak han sig tilbage familiens sæde på borgen Falaën og levede ugift sammen med sine brødre Charles (1802-1848), Leopold (1804-1879), borgmester i Falaën, og Eugene (1808 -), borgmester i Ermeton. Han grundlagde i 1855 sognets skole.

## Eksterne kilder
- Biografi på www.ars-moriendi.be Arkiveret 30. november 2019 hos  Wayback Machine